# 12. ročník udílení Zlatých glóbů
12. ročník udílení Zlatých glóbů se konal 24. února 1955 v hotelu Ambassador v Los Angeles. Asociace zahraničních novinářů v Hollywoodu nedochovala seznam nominací a proto existuje pouze seznam vítězů. Pouze u zvláštní kategorie Henrietta Award pro oblíbené hvězdy a u speciální ceny Cecila B. DeMilla existují nominace. Herec Marlon Brando získal za film V přístavu první (z celkově šesti) nominaci a zároveň první Zlatý glóbus. Grace Kelly vyhrála druhý Glóbus v průběhu dvou let. V kategorii nejlepší zahraniční film byly vítězné až čtyři snímky.

## Vítězové
Nejlepší film

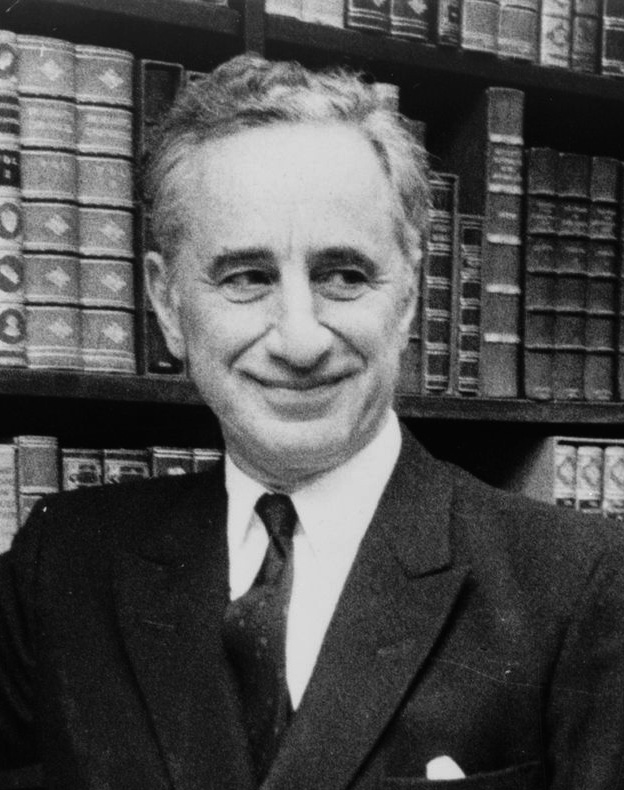
Elia Kazan vyhrál druhý ze čtyř Glóbů za režii

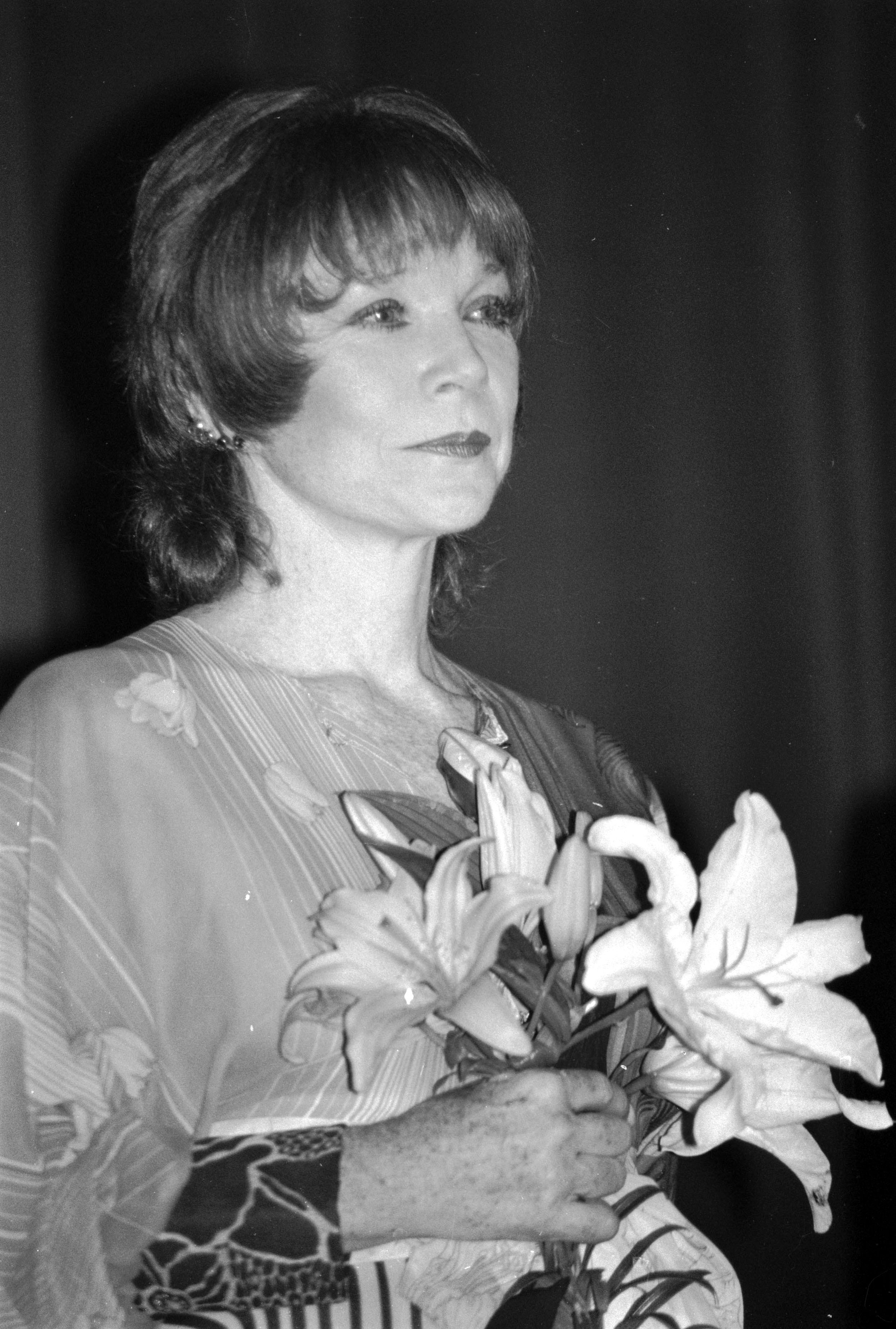
Shirley MacLaine se stala objevem roku

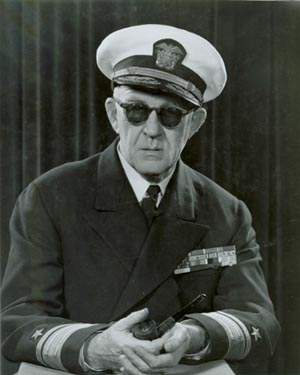
Režisér John Ford byl oceněný Zvláštní cenou

- V přístavu – producent Sam Spiegel

Nejlepší režie
- Elia Kazan – V přístavu

Nejlepší herečka (drama)
- Grace Kellyová – Děvče z venkova

Nejlepší herečka (komedie / muzikál)
- Judy Garlandová – Zrodila se hvězda

Nejlepší herec (drama)
- Marlon Brando – V přístavu

Nejlepší herec (komedie / muzikál)
- James Mason – Zrodila se hvězda

Nejlepší herečka ve vedlejší roli
- Jan Sterling – Rozbouřené nebe

Nejlepší herec ve vedlejší roli
- Edmond O'Brien – Bosonohá komtesa

Nejlepší scénář
- Ernest Lehman, Samuel A. Taylor, Billy Wilder – Sabrina

Objev roku – herečka
- Shirley MacLaine – Potíže s Harrym
- Kim Novak – Phffft!
- Karen Sharpe – Rozbouřené nebe

Objev roku – herec
- Joe Adams – Carmen Jones
- George Nader – Four Guns To the Border
- Jeff Richards – Sedm nevěst pro sedm bratrů

Nejlepší kamera (černobílá)
- Boris Kaufman – V přístavu

Nejlepší kamera (barevná)
- Joseph Ruttenberg – Brigadoon

Nejlepší zahraniční film
- Genevieve (Velká Británie, režie Henry Cornelius)
- La mujer de las camelias (Argentina, režie Ernesto Arancibia)
- Weg ohne Umkehr (Západní Německo, režie Victor Vicas)
- Nijûshi no hitomi (Japonsko, režie Keisuke Kinoshita)

Nejlepší film podporující porozumění mezi národy
- Zlomené kopí – režie Edward Dmytryk

Zvláštní cena
- John Ford za průkopnický přínos ve filmové branži
- Dimitri Tiomkin za kreativní hudební díla ve filmech
- Herbert Kalmus za průkopnické použití barvy ve filmu
- německý experimentální film Anywhere In Our Time

Henrietta Award (Oblíbenci světového filmu)
- Audrey Hepburn
- Gregory Peck
- June Allyson
- Pier Angeli
- Marlon Brando
- Doris Day
- Alan Ladd

Cena Cecila B. DeMilla
- Jean Hersholt
- Joan Crawford
- Stanley Kramer